# Paul Delvaux
Paul Delvaux (Antheit, Wanze, 23 de setembre de 1897 - Veurne, 20 de juliol de 1994) va ser un pintor belga inicialment neoimpressionista i expressionista, que es va orientar posteriorment, influenciat per René Magritte i E. L. T. Mesens, cap a un surrealisme clàssic: la seva pintura es caracteritza per nus femenins en ambients onírics i desdibuixats, carregats d'un erotisme latent i figures idealitzades. Va ser professor del taller de pintura de l'Escola Superior d'Art i Arquitectura "La Cambre" a Brussel·les. Fou director de l'Acadèmia Reial de Belles Arts de Brussel·les.